# 韦斯特诺厄
韦斯特诺厄是德国莱茵兰-普法尔茨州的一个市镇。总面积7.50平方公里，总人口964人，其中男性482人，女性482人（2011年12月31日），人口密度129人/平方公里。